# Chicago Place
Chicago Place is een wolkenkrabber in Chicago, Verenigde Staten, gelegen aan Michigan Avenue. Het gebouw is 185,32 meter hoog en telt 49 verdiepingen. Solomon Cordwell Buenz heeft de toren ontworpen, Skidmore, Owings and Merrill de onderbouw. De toren bevat 204 woningen. De onderbouw was voorheen in gebruik als winkelcentrum, maar is omgebouwd tot kantoorgebouw. Aan Michigan Avenue hebben zich echter nog een aantal winkels gevestigd, waaronder Saks Fifth Avenue. De onderbouw is versierd met een uienmotief, als een hommage aan de wilde uien die Chicago zijn naam gaven.